# Épisode
Dans une œuvre littéraire,  un épisode est une action incidente liée à l’action principale tout en semblant former un tableau à part entière. On peut ainsi dire par boutade qu’un épisode est à la fois une partie et un tout.
Généralement, l’étendue ou le relief d’un épisode attire particulièrement l’attention.
Le terme peut être employé à propos d’un poème ou roman, mais également d’un tableau en peinture ou de toute autre composition artistique.
À l’origine en Grèce classique l’épisode désigne l’énonciation du sujet, au début d’une œuvre littéraire. Le terme vient du grec ancien ἐπεισόδιον / epeisόdion signifiant intervention.

## Les épisodes en poésie
C’est par leurs épisodes que les poèmes les plus célèbres ont obtenu le plus de popularité jusqu'au XIXe siècle. Beaucoup ne connaissaient alors de l’Iliade que les adieux d’Andromaque ou les funérailles de Patrocle, de l’Énéide, que le cheval de Troie ou l’amitié de Nisus et Euryale, des Géorgiques, que le bonheur de la vie champêtre ou la mort d’Eurydice, du De natura rerum, que la peste d’Athènes, de la Pharsale, que le passage du Rubicon, de la Divine Comédie de Dante que l’Enfer et de l’Enfer que Francesca da Rimini ou le comte Ugolin, de la Jérusalem délivrée, que les jardins d’Armide, de Wilhelm Meister de Gœthe, que les rêveries de Mignon qu'Ambroise Thomas avait mises en musique, etc.

## Les épisodes au théâtre
Les épisodes sont moins à leur place au théâtre, à cause de l’unité de l’action et de la nécessité d’avancer rapidement au dénouement. La comédie de mœurs comprend néanmoins des détails incidents qui forment des temps d’arrêt, mais qui ont l’avantage de bien marquer les situations et de dessiner les caractères. Telles sont, par exemple, dans Le Misanthrope ou l'Atrabilaire amoureux, les scènes du sonnet et des portraits. On appelle les comédies qui sont tout en scènes épisodiques des pièces à travestissement et à tiroir.

## Les épisodes dans les séries télévisées
Dans la terminologie des séries télévisées, le terme « épisode » désigne plus spécifiquement chacun des segments composant une série, ces segments étant diffusés séparément, sur une même chaîne de télévision, à intervalles généralement réguliers (un épisode par jour, un épisode par semaine, deux épisodes à la suite une fois par semaine, etc.). Pour certaines séries comme Navarro ou Julie Lescaut, dont les épisodes durent une heure et demie, le rythme de diffusion est beaucoup plus aléatoire. Tous les épisodes d’une série donnée doivent avoir une durée équivalente (moins d’une demi-heure pour les sitcoms, 43 minutes pour X-Files, 48 minutes pour Le Prisonnier, 70 à 95 minutes pour Columbo...). 
L'épisode d'une série (ou feuilleton) doit être distingué du téléfilm : le téléfilm forme une entité indépendante, tandis que les différents épisodes d'une série ont en commun des personnages récurrents ou, du moins, sont réunis par une thématique globale, comme c'est le cas dans les séries qualifiées d'« anthologies » (par exemple Black Mirror).
Dans le cas des feuilletons (Belphégor ou le Fantôme du Louvre, Dallas, Desperate Housewives...), le téléspectateur doit théoriquement voir les épisodes dans l’ordre chronologique pour en comprendre l’intrigue, l’épisode étant ici une partie d’une longue histoire. Dans les séries au sens strict (Columbo, Chapeau melon et bottes de cuir, Mission impossible...), une telle assiduité n’est pas indispensable, car l’épisode raconte à lui seul une histoire complète et se rattache aux autres épisodes essentiellement par des personnages ou

## Source
- Gustave Vapereau, Dictionnaire universel des littératures, Paris, Hachette, 1876, p. 713